# 南洋商業銀行

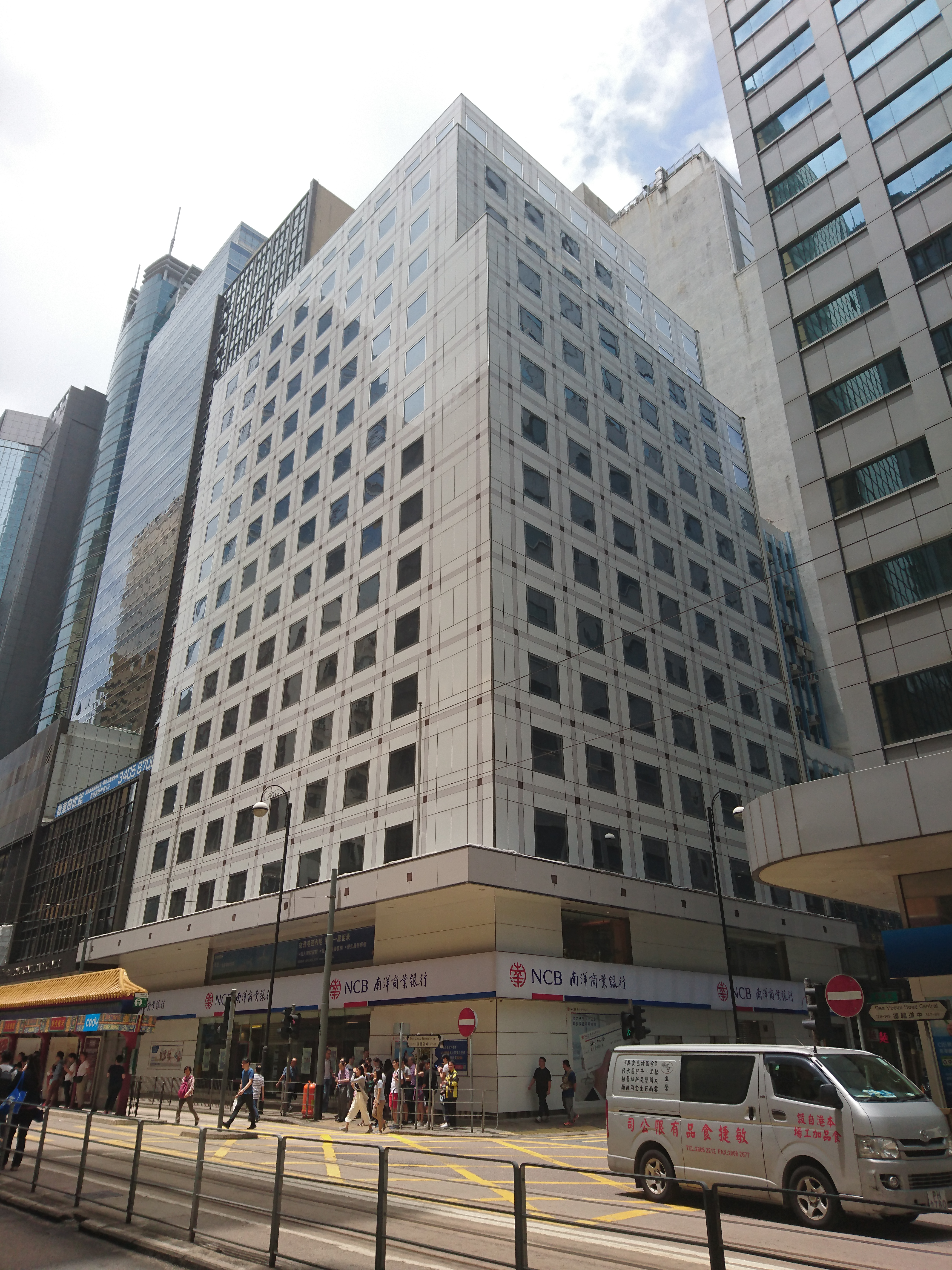
南洋商業銀行大廈（2018年5月，外牆翻新前）

南洋商業銀行（Nanyang Commercial Bank，NCB，簡稱南商）於1949年12月14日由莊世平創辦於香港，現時為中國國有企業中國信達資產管理之附屬公司。
在香港各區設有33家分行、3家工商中心、4家跨境理財中心，並在中國內地成立全資附屬公司—「南洋商業銀行（中國）有限公司」 。
截止到2023年12月底，總資產5,551.49億港元、綜合各項存款總額3,943.90億港元，本外幣貸款總額2,939.05億港元，綜合股東資金679.91億港元，減值準備前之淨經營收入105.14億港元，實現淨利息收入80.02億港元；非利息收入25.12億港元，稅後利潤34.42億港元。

## 歷史
1949年，南商於香港開業，莊世平先生出任董事長兼總經理，訂立「便利僑匯，服務僑胞」 的業務宗旨，在港獨家經營全國僑匯。
1950年，南商在澳門創辦了南通銀行，建立港澳通匯的渠道。 
1952年，南商成為香港票據交換所正式會員，直接交換票據。
1954年，南商在國貨批發商集中的文咸東街設立第一家分行，以便利國產進出口商開證贖單結匯。
1956年，南商獲准為授權外匯指定銀行，成為香港外匯銀行公會會員，並陸續與海外銀行建立代理行關係，發展海外進出口押匯業務。
1977年，南商在香港德輔道中151號自置辦公大廈，開創了香港中資銀行自置行產的先河；同年，總行遷入「南洋商業銀行大廈」。
1979年，率先成立中國投資諮詢部，為投資內地的商人提供金融和非金融服務
1981年，香港銀行公會成立, 南商獲選為首屆理事之一；同年，南商在香港推出第一張由中資銀行發行的信用卡「發達卡」（FEDERAL CARD）。
1982年，南商在深圳開設分行，成為新中國成立後第一家在內地設立分行的外資銀行; 同年，南商為深圳「東湖麗苑」發放中國內地第一筆樓宇按揭貸款。
1983年，南商在美國三藩市的分行隨之開業，成為首家香港註冊、在海外開設分行的中資銀行。
1984年，南商加入 VISA 國際組織，並與其他同業合組銀聯通寶有限公司，為客戶提供電子銀行服務，並首次發行港元VISA旅行支票。
1985年，南商於深圳分行安裝中國內地第一台ATM提款機。同年; 南商牽頭發放第一筆金額最大的國際銀團貸款一億美金的上海希爾頓項目貸款，更成立押匯中心，為客戶提供貿易融資服務。
1987年，南商發放中國內地第一筆樓花 (預售樓)按揭貸款。
1988年，南商在海口成立分行，成為首家進入海南省的外資銀行。 
1991年，南商獲香港政府邀為外匯基金短期票據市場的莊家之一;同年，南商推出電話銀行服務。 
1995年，南商北京代表處升格為南商北京分行，為首批在北京設立的外資銀行分行之一。
1997年，南商成立企業銀行部・加強對上市企業的服務。
2000年，南商推出流動電話銀行及網上銀行服務。 
2001年，南商成為中銀集團成員之一，依托母體優勢，發揮自身特色，業務穩步發展。 
2007年，南洋商業銀行（中國）成立，成為南商的全資附屬機構。
2009年，中銀（香港）將其內地分行改制併入南商中國，本次改制是中銀香港發揮集團整體優勢、全力拓展內地業務戰略的體現。此後，南商中國成為中銀香港開展內地業務的主打品牌。同年，南商作爲首家銀行於市場推出多品種配套的人民幣跨境貿易結算押匯產品。
2013年，南商獨家推出以港人持有的內地物業抵押於香港銀行的「內房通」個人貸款產品。
2016年，南商正式加入中國信達資產管理股份有限公司，展開兩地業務聯動新里程。
2019年，南商率先成立由南港、南中聯合組成的 ”大灣區辦公室”，推動灣區業務的深層次發展。
2021年，南商成為首批推出「跨境理財通」服務的銀行，同時提供「南向通」及「北向通」服務，為香港及內地大灣區居民提供新的理財通道。

## 近況
2022年6月，南洋商業銀行斥資近12億元向新世界發展购入長沙灣荔枝角道888號項目最高三層連命名權共涉及逾6.5萬平方呎，折合呎價約17,500元，上述全新甲廈正式命名為「南商金融創新中心」（NCB Innovation Centre）。

### 附屬公司
- 南洋商業銀行（中國）有限公司
- 廣利南投資管理有限公司
- 南洋商業銀行（代理人）有限公司
- 南洋商業銀行信託有限公司
- 南商財富管理顧問有限公司

### 中國大陸業務
2023年11月13日，南商香港在中國大陸的分行，轉制成為南商香港全資擁有的外商獨資商業銀行，總部設在上海，目前在北京、上海、廣州、深圳、海口、大連、杭州、南寧、成都、青島、汕頭、無錫、武漢、合肥、蘇州、重慶和南京設有分支行。

## 外部連結
- 南洋商業銀行（香港） （页面存档备份，存于）